# Super Shiro
Super Shiro (яп. スーパーシロ) — аніме-серіал виробництва студії Science SARU. Серіал є спінофом популярної франшизи Crayon Shin-chan і розповідає про пригоди Шіро, звичайного на перший погляд сімейного пса, який, коли Землі загрожує небезпека, таємно перетворюється на собачого супергероя, щоб захистити планету від підлих лиходіїв. Серіал, що складається з 48 п'ятихвилинних серій, транслювався в Японії на афілійованих з TV Asahi стримінгових платформах AbemaTV і Telasa з жовтня 2019 року по вересень 2020 року, а згодом був показаний на Cartoon Network в Австралії, Індії та в усій Південно-Східній Азії.

## Сюжет
Шіро, на перший погляд звичайний пес, живе з родиною Нохара і веде начебто звичайне життя. Оскільки його людська сім'я часто потрапляє в різні пригоди, Шіро часто залишається напризволяще, і саме в ті часи, коли він залишається наодинці, розкривається таємне життя цього незвичайного пса.
Адже Шіро — не звичайний пес, а Супер Шіро, собака-супергерой, покликаний захищати Землю від підлих лиходіїв. Щоразу, коли він одягає свій значок супергероя, він перетворюється на надкрутого собачого захисника справедливості (з глибоким, надкрутим голосом супергероя). Його місія — знайти і зберегти «Бобобобобон», легендарну собачу кістку, яка, за переказами, дає її власнику силу правити світом. Але Шіро не самотній у своїх пошуках: підступний вчений-кінолог Декапу також полює за кісткою і сподівається використати її силу, щоб стати світовим президентом. Ситуація ускладнюється тим, що ні Шіро, ні Декапу не знають, як виглядає легендарна кістка. Вони знають про неї лише з чуток: що вона нібито «славна, елегантна і дика» (атрибути, які можна визначити, понюхавши кістку). У пошуках Шіро допомагає Бібо, інопланетна союзниця, яка перебуває у Космічній штаб-квартирі Супергероїв, на далекій від Землі космічній станції. Щоразу, коли Шіро знаходить кістку, яка, на його думку, може бути тією самою, він повинен відправити її через телепорт до Бібо... але якщо він помилився і кістка не та, це спричинить вибух, і Шіро повернеться до початку своїх пошуків. Незабаром пошуки привертають увагу інших собак, зокрема Кан Кан, стильну гончу, яка так само прагне зробити «Бобобобобон» своїм. Чи зможе Шіро дістати таємничу кісточку до того, як вона потрапить до чужих лап?

## Персонажі
Супер Шіро (яп. スーパーシロ)
Головний герой серіалу. Коли Шіро у формі звичайного собаки, він говорить/гавкає своїм звичайним «собачим голосом». Однак, коли він перетворюється на своє супергеройське его, він має більш глибокий «геройський голос». «Геройський голос» слугує для внутрішнього монологу (його внутрішні думки, а також розповідь історії), але коли він говорить вголос, він все ще має свій звичайний «собачий голос». Режисер Масаакі Юаса зазначив, що його наміром щодо «голосу героя» було зробити так, щоб він звучав як максимально крутий персонаж, оскільки саме цим голосом Шіро говорить у своєму серці. Завдання Шіро — знайти «Бобобобобон» до того, як якісь зловмисники зможуть використати його для пригнічення або знищення світу. Юаса описує Шіро як «героя, який не співпрацює з іншими, якщо його про це не попросять».
Декапу (яп. デカプー)
Заклятий ворог Супер Шіро. Божевільний геніальний вчений і винахідник, він завжди використовує свої останні творіння, щоб спробувати перемогти Шіро. Декапу одержимий ідеєю знайти «Бобобобобон», щоб правити світом.
Бібо (яп. ビボ)
Інопланетна союзниця Супер Шіро. Бібо допомагає спрямовувати пошуки «Бобобобобона» і дає корисні поради. За словами Юаси, Бібо відчуває «відстороненість колеги» від Шіро, оскільки він просто хтось, з ким їй доводиться працювати, хоча природна доброта в її голосі допомагає врівноважити це.
Кан Кан (яп. キャンキャン)
Стильна собака, яка живе привілейованим життям: все, що вона хоче, вона «може» мати. Вона хоче отримати «Бобобобобона», щоб мати ще більше друзів, вечірок і розкоші. Юаса назвав її персонажем, яка йому особливо подобається.
Аура (яп. オーラ)
Таємничий ворон, який завжди шукає, як би зашкодити. Юаса описував його як персонажа з особливо цікавою зовнішністю та манерою говорити.

## Список серій
| Номер серії | Назва японською                | Назва українською                         | Сценарист(и)             |
| ----------- | ------------------------------ | ----------------------------------------- | ------------------------ |
| 1           | シロはスーパーヒーロー         | Шіро — супергерой                         | Кіміко Уено Масаакі Юаса |
| 2           | おかしなおかし工場             | Дивна фабрика снеків                      | Кіміко Уено              |
| 3           | 宝石はボボボボボーン           | Діамант — це бобобобобон                  | Кіміко Уено              |
| 4           | たまごを奪え!                  | Вкради яйця!                              | Кіміко Уено              |
| 5           | 池の中は…                      | У ставку...                               | Кіміко Уено              |
| 6           | しんのすけと夏休み体操         | Літні вправи з Шінносуке                  | Кіміко Уено              |
| 7           | 楽しい博物館                   | Веселий музей                             | Кіміко Уено              |
| 8           | 吊り橋ラプソディ               | Рапсодія на підвісному мості              | Кіміко Уено              |
| 9           | 働きもののアリさん             | Трудолюбиві мурахи                        | Кіміко Уено              |
| 10          | 寒いのは苦手                   | Не виношу холоду                          | Кіміко Уено              |
| 11          | 風船を追え!                    | Лови повітряні кулі!                      | Кіміко Уено              |
| 12          | スーパーなヒーロー誕生         | Народження супергероя                     | Кіміко Уено              |
| 13          | ワイルドな缶詰                 | Дикі консерви                             | Кіміко Уено              |
| 14          | 麗しのキャンキャン             | Прекрасна Кан Кан                         | Кіміко Уено              |
| 15          | ゆかいなボウリング             | Радісний боулінг                          | Кіміко Уено              |
| 16          | 傘は忘れがち                   | Забуті парасольки                         | Кіміко Уено              |
| 17          | きけんな工事現場               | Небезпечний будівельний майданчик         | Кіміко Уено              |
| 18          | ビン・ビン・ビン               | Банки, банки, банки                       | Кіміко Уено              |
| 19          | 決闘はとうもろこし畑で         | Дуель у кукурудзяному полі                | Кіміко Уено              |
| 20          | キャンキャンはブランコがお好き | Кан Кан любить гойдалки                   | Кіміко Уено              |
| 21          | ワカサギ釣りで大騒動           | Шум під час риболовлі на коропів          | Кіміко Уено              |
| 22          | お昼寝中はおしずかに           | Тихо під час сну                          | Кіміко Уено              |
| 23          | ようこそ宇宙博物館へ           | Ласкаво просимо до космічного музею       | Кіміко Уено              |
| 24          | デカプー、世界大統領をめざす   | Декапу, прагне стати світовим президентом | Кіміко Уено              |
| 25          | ミツバチの甘い生活             | Солодке життя бджіл                       | Кіміко Уено              |
| 26          | こわ～い博士の館               | Страшний будинок професора                | Кіміко Уено              |
| 27          | 動いちゃダメ!                  | Не рухайся!                               | Кіміко Уено              |
| 28          | マッスル!マッスル!マッスル!    | М'язи! М'язи! М'язи!                      | Кіміко Уено              |
| 29          | 歯は大切に                     | Доглядай за зубами                        | Кіміко Уено              |
| 30          | ドーベルマンのお気に入り       | Улюбленець добермана                      | Кіміко Уено              |
| 31          | 楽しいきのこ狩り               | Веселе збирання грибів                    | Кіміко Уено              |
| 32          | 自慢ののど自慢                 | Вистава голосів                           | Кіміко Уено              |
| 33          | 池の中のゴミ屋敷               | Сміттєва хата в ставку                    | Кіміко Уено              |
| 34          | ヒーローの休日                 | Вихідний супергероя                       | Кіміко Уено              |
| 35          | ジャングルで大冒険             | Пригоди в джунглях                        | Кіміко Уено              |
| 36          | キャンキャンの日常             | Повсякденне життя Кан Кан                 | Кіміко Уено              |
| 37          | シロ、忍者になる               | Шіро стає ніндзя                          | Кіміко Уено              |
| 38          | バッジの秘密                   | Таємниця значка                           | Кіміко Уено              |
| 39          | アリさんの生活                 | Життя мурах                               | Кіміко Уено              |
| 40          | 日曜日のゴルフ                 | Недільний гольф                           | Кіміко Уено              |
| 41          | 眠れない夜                     | Безсонна ніч                              | Кіміко Уено              |
| 42          | ヒーロー、風邪をひく           | Герой застудився                          | Кіміко Уено              |
| 43          | 走って、逃げて、追いかけろ     | Біжи, тікай і слідуй                      | Кіміко Уено              |
| 44          | 不思議なボボボボボーン         | Таємничий бобобобобон                     | Кіміко Уено              |
| 45          | ポポポポポップコーン           | Попопопо-попкорн                          | Кіміко Уено              |
| 46          | 華麗なる洗濯物                 | Чудова пральня                            | Кіміко Уено              |
| 47          | 大きなスイカ                   | Великий кавун                             | Кіміко Уено              |
| 48          | 真夜中のデパート               | Опівночі в універмазі                     | Кіміко Уено              |

## Виробництво
Виробництво Super Shiro виникло завдяки давній співпраці режисера Масаакі Юаси з серіалом Crayon Shin-chan. Юаса вперше залучився до франшизи в 1992 році, коли він був на початку своєї кар’єри аніматора, де він брав на себе різноманітні творчі ролі, включаючи ключову анімацію, розкадровку, декорації та дизайн фону, дизайн фону та транспортних засобів, а також внесок у сюжетні концепції та ідеї. Протягом наступного десятиліття він спеціалізувався на створенні, проєктуванні та анімації винахідливих візуальних кульмінацій щорічних фільмів Crayon Shin-chan. Crayon Shin-chan був не тільки важливою ранньою роботою в кар’єрі Юаси, але й першим проектом, який йому по-справжньому сподобався, і він відчув, що має художню свободу для вираження свого власного стилю; крім того, його творчі успіхи під час роботи над серіалом надихнули його на бажання стати режисером. Навіть ставши режисером, Юаса періодично повертався до франшизи Crayon Shin-chan, працюючи над Shin-men (2010-12), групою спеціальних серій, включених до основного телевізійного серіалу Crayon Shin-chan, і долучивши виробничі ресурси своєї студії Science SARU до виробництва двох фільмів франшизи, Crayon Shin-chan: Intense Battle! Robo Dad Strikes Back (2014) і Crayon Shin-chan: My Moving Story! Cactus Large Attack! (2015). Таким чином, участь Юаси в проекті Super Shiro означала повернення до його витоків як аніматора та творця в індустрії.
Окрім Юаси, у серіал Super Shiro внесли внесок інші ветерани франшизи Crayon Shin-chan . Головний режисер і дизайнер персонажів Томохіса Шімояма, який дебютував як режисер серіалу Super Shiro після тривалої кар'єри аніматора, раніше працював над анімацією двох фільмів Crayon Shin-chan. Головний сценарист Кіміко Уено раніше написав три фільми франшизи а співкомпозитор Акіфумі Тада написав музику до чотирьох фільмів франшизи.

### Розвиток
Юаса мав намір створити комедійний серіал короткого формату в стилі американського мультсеріалу «Том і Джеррі», де (на відміну від Crayon Shin-chan) камера та перспектива розповіді засновані на «погляд на світ із собачого ока». За словами Юаси, «Том і Джеррі» був надзвичайно впливовим джерелом натхнення для серіалу, не лише з точки зору комедійного підходу, але й з точки зору розповіді історії. Ідея використання оповідача (якого персонажі чули б і реагували на нього) була натхненна «Томом і Джеррі», а американський ситком «Зачаровані» (1964-72) слугував додатковим натхненням. Щодо формату слепстику, Шімояма заявив, що серіал надав йому, Юасі та аніматорам незвичний ступінь свободи. Шімояма та Юаса описали зображення руху, особливо швидкого руху, як найважливіше для визначення того, чи будуть комедійні аспекти успішними.
Музика для серіалу була написана на початку процесу розробки, що дозволило команді аніматорів створювати послідовності з урахуванням конкретних музичних сигналів. Це було ще одним натхненням від «Тома і Джеррі», оскільки класичні короткометражки були зроблені саме таким чином, з музикою, що існувала до створення анімації.

### Кастинг
За словами Шімоями, Юаса спочатку представив ідею Super Shiro як собаки-супергероя, озвученого Акіо Оцукою. Таким чином, його завжди бачили у головній роді. На роль Аури від самого початку також передбачався Сецуджі Сато, який раніше грав загадкового персонажа в аніме-серіалі Юаси The Tatami Galaxy (2010). Юаса знову хотів працювати з ним, і серіал Super Shiro став ідеальною можливістю. Анрі Кацу, який зіграв Декапу, був визнаний Шімоямою майстром імпровізації, який посилював візуальний стиль серіалу. Як наслідок, багато його спонтанних реплік були включені в епізоди. Зрештою, Шімояма вирішив звести до мінімуму репліки Декапу, написані за сценарієм, дозволивши Кацу заповнити решту, спираючись на розкадровки та анімаційні візуальні ефекти. Кацу допоміг надихнути інших акторів на інтерпретацію візуального ряду (який часто не був закінчений на момент запису діалогів), щоб краще зрозуміти, як грати кожну сцену.

### Розвиток бізнесу
Super Shiro був спільним виробництвом між TV Asahi (давній мовник Crayon Shin-chan ) і Turner Asia Pacific, причому Turner отримав права на трансляцію серіалу в Азіатсько-Тихоокеанському регіоні (за винятком Китаю) в обмін на значні фінансові інвестиції. Ця співпраця стала першою регіональною угодою між TV Asahi і Turner.

## Музика
Тематична пісня серіалу «Super Shiro Gymnastics» (スーパーシロ体操) була виконана співаком і автором пісень Мевеном. Музичний кліп на пісню став хітом у соціальних мережах, набравши понад 16 мільйонів переглядів у TikTok. Згодом Меван виконав пісню на живому концерті, який був знятий і випущений на Blu-ray у травні 2020 року.

## Випуск
Super Shiro почав виходити в Японії 14 жовтня 2019 року на потокових платформах AbemaTV і Telasa. Випуск продовжувався з одною серією на тиждень і завершився 7 вересня 2020 року. Міжнародний випуск на Cartoon Network у Південно-Східній Азії та Австралії продовжився у 2020 році. Прем’єра серіалу в Індії відбулася на Cartoon Network India 22 лютого 2021 року.

### Випуск домашнього відео
В Японії перша половина серіалу була випущена на DVD 27 квітня 2021 року. Реліз другої половини DVD, а також збірки повної серіалу на Blu-ray відбувся 28 вересня 2021 року.

## Сприйняття
Серіал був номінований у категорії «Найкраща 2D-анімаційна програма» на Asian Television Awards 2020.

## Пов’язані медіа

### Кросовер зCrayon Shin-chan
Після завершення Super Shiro, Science SARU та головна виробнича студія Crayon Shin-chan Shin-Ei Animation співпрацювали над спеціальною кросовер-серією з Crayon Shin-chan. Спешл, який транслювався в Японії на телеканалі Asahi 10 жовтня 2020 року, складався з трьох коротких міні-серій, у яких герої Super Shiro спілкувалися з героями головного серіалу.

### Манґа
Манґа-версія серіалу, написана та проілюстрована Кентою Айбою та опублікована Futabasha в журналі Monthly Manga Town, була випущена разом з аніме. Перший зібраний том манги був опублікований в Японії 12 травня 2021 року.

### Кросовер з Sanrio
У жовтні 2020 року компанія Sanrio, що випускає персонажні товари, розпочала співпрацю з серією Super Shiro, в якій Шіро та персонажі Sanrio Сінаморолл, Помпопурин і Почакко згруповані разом на різноманітних товарах. Крім того, 30 жовтня 2020 року в закритому тематичному парку Санріо Пуроленд відбувся музичний онлайн-фестиваль на Хелловін, на якому разом з персонажами Sanrio виступили Шіро та виконавець саундтреків до серіалів Меван.

### Гра
В Японії 29 березня 2020 року веб-сайт обміну контентом GIFMAGAZINE опублікував гру Shiro Bobobobone Catching Game, у яку можна було грати через веб-браузер.